# Reino Bosque
Reino Bosque es un reino ficticio del juego de rol Aventuras en la Marca del Este.

## Descripción
Reino Bosque está ubicado en el continente Valion y cuenta con marcas militares al norte, sur y este. Linda con los estados de Ungoloz y Visirtán, a los que da la Marca del Este, su principal territorio fronterizo.
Al sur se encuentra el Mar del Dragón, el brazo de agua que lo separa del continente de Cirinea y de la región de Neferu.
La capital del reino es Marvalar, donde se encuentra la corte de la reina Vigdis II.
Se trata de un reino humano, aunque también habitan en él otras especies, como elfos, medianos, enanos o gnomos. Además, su territorio está poblado por terribles criaturas, como dragones, orcos, trolls, ogros y otros seres malignos.
Las características geográficas y socioculturales de este reino coinciden con las de la Europa de la Alta Edad Media, en la que se inspira.
En todo su territorio se habla la lengua común de Valion.